# Institut de Manuscrits de l'Azerbaidjan
L'Institut de Manuscrits de l'Azerbaidjan amb el nom de Muhammad Fuzuli (en àzeri: Əlyazmalar İnstitutu) és un centre científic de l'Acadèmia Nacional de Ciències de l'Azerbaidjan, que es dedica a la recerca científica, a l'arxiu i les activitats de biblioteconomia, recopilació, sistematització, seguretat, estudi, traducció i publicació de manuscrits medievals. L'Institut s'allotja en un edifici històric de l'antiga «Emperadriu Alexandra, internat musulmà rus per a xiquetes», establert per l'industrial Zeynalabdin Taghiyev, a Bakú.

## Història
Els requisits previs per a la fundació de l'institut aparegueren el 1924,quan es realitzà a Bakú el Congrés Regional All-Azerbaijani, en què es resolgué organitzar una biblioteca científica amb un departament especial dedicat als manuscrits antics i als llibres rars. Al principi, la biblioteca formava part de la Unió de Recerca de l'Azerbaidjan, però després s'inclogué en la Institució de Literatura que duu el nom de Nizami Gandjawi. El 1950, la Fundació Republicana de Manuscrits es creà sota l'Acadèmia Nacional de Ciències de l'Azerbaidjan. El 1986 es funda l'Institut de Manuscrits de l'Acadèmia Nacional de Ciències de l'Azerbaidjan. El 1996, l'Institut rep el nom de Muhammad Fuzuli.
L'Institut té una col·lecció de manuscrits rics i rars que abasta tots els camps de les ciències medievals: medicina, astronomia, matemàtiques, mineralogia, poètica, filosofia, teologia, dret, gramàtica, història, geografia, prosa, poesia en àzeri, turc, àrab, persa i altres idiomes.
En l'Institut de Manuscrits s'han replegat més de 40.000 obres, de les quals unes 12.000 són manuscrits àrabs escrits o reescrits als segles IX-XX. A més, l'Institut ha conservat documents personals de figures prominents de la ciència i la literatura de l'Azerbaidjan, que visqueren als segles XIX-XX, documents històrics, llibres impresos antics, periòdics i revistes de períodes anteriors, microfilms i fotografies. El manuscrit més antic de l'Institut de Manuscrits és la Surah An-Nisa, en pergamí del segle ix.
Les còpies d'obres com El cànon de la medicina d'Avicenna —la versió del manuscrit de l'Institut es va copiar el 1143, uns cent anys després d'escriure's el text—, Sobre cirurgia i eines quirúrgiques i Tractat XIII d'Az-Zahrawí, Les provisions de Nizamshahi de Rostam Gorgani, Gulshani-raz de Sheikh Mahmoud Shabustari, Divan d'İmadaddin Nasimi, Bostan de Saadi, copiat als segles XII-XV, són els manuscrits més antics que conté l'institut.
Durant els anys 2005–2017, quatre dels manuscrits de l'Azerbaidjan s'han inclòs en el Registre Memòria del Món de la UNESCO.
Inclosos en el 2005
- Rostam Gorgani. Les provisions de Nizamshahi (Zakhirai-Nizamshahi)
- Az-Zahrawí, Tractat XIII (Al-Makala as-Salasun)
- Avicenna. El cànon de la medicina (Al-Qanun Fi at-Tibb)

Inclòs en el 2017

- 4. Muhammad Fuzuli. El Divan en idioma nadiu (turc).

Des de gener de 2015, l'Institut de Manuscrits que porta el nom de Muhammad Fuzuli de l'Acadèmia Nacional de Ciències de l'Azerbaidjan és membre de l'Associació de Manuscrits Islàmics Internacionals establerta a la Universitat de Cambridge.